# Universität Gunma

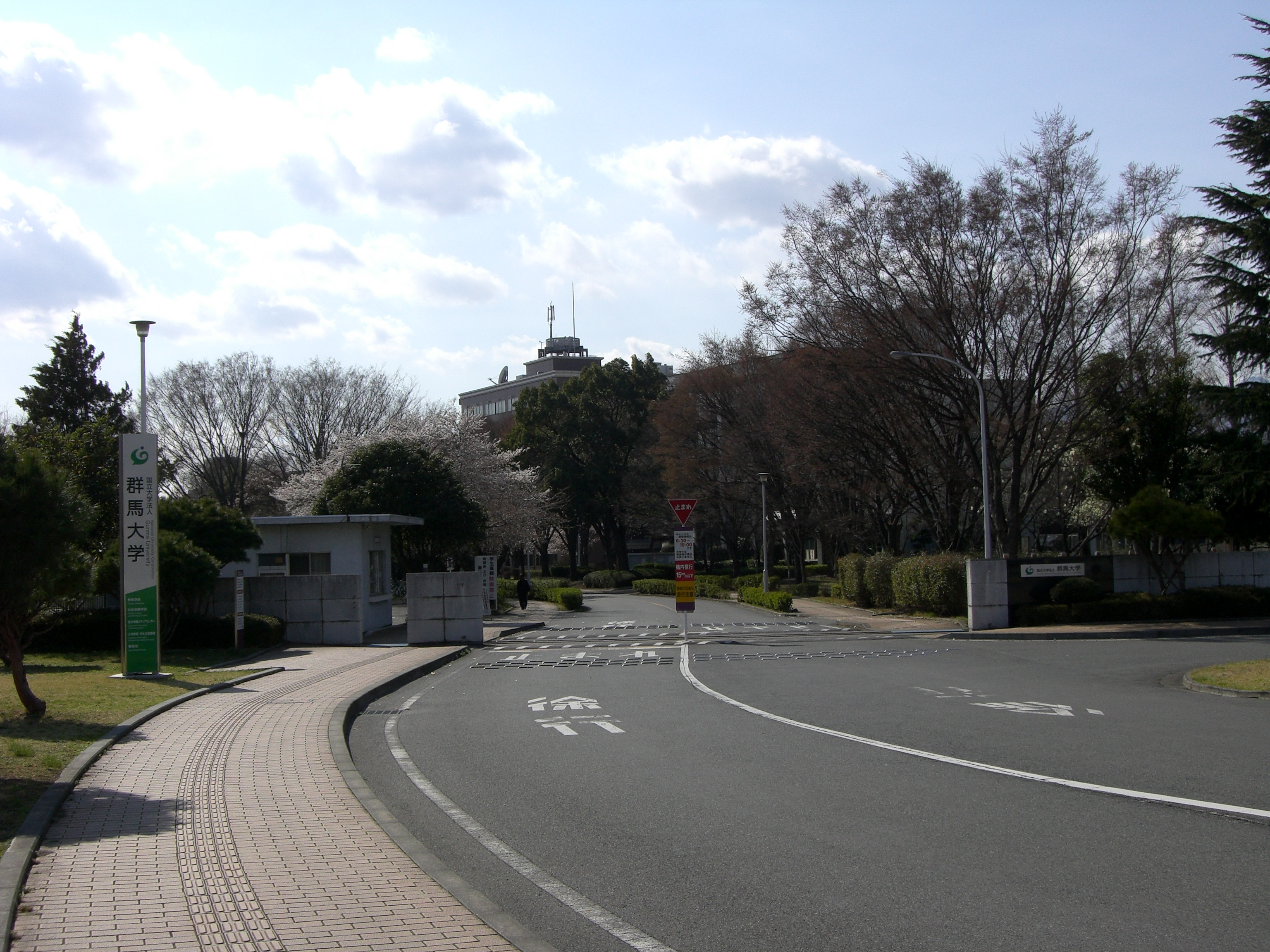
Haupttor im Aramaki-Campus

Die Universität Gunma (jap. 群馬大学, Gunma daigaku / Gumma daigaku, kurz: Gundai (群大)) ist eine staatliche Universität in Japan. Der Hauptcampus liegt in Aramakimachi, Maebashi in der Präfektur Gunma.

## Geschichte
Die Universität wurde 1949 durch den Zusammenschluss von fünf staatlichen Schulen gegründet:
- die Normalschule Gunma (群馬師範学校, Gunma shihan gakkō, gegründet 1873),
- die Jugend-Normalschule Gunma (群馬青年師範学校, Gunma seinen shihan gakkō in Takasaki, gegründet 1918),
- die Medizinische Hochschule Maebashi (前橋医科大学, Maebashi ika daigaku, gegründet 1948),
- die Medizinische Fachschule Maebashi (前橋医学専門学校, Maebashi igaku semmon gakkō, gegründet 1943), und
- das Technikum Kiryū (桐生工業専門学校, Kiryū kōgyō semmon gakkō in Kiryū, gegründet 1915).

Die Universität wurde mit drei Fakultäten (Liberal Arts, Medizin und Ingenieurwissenschaften) in den fünf Standorten eröffnet. Eine Zweigstelle der Universität (ehemalige Jugend-Normalschule) befand sich in Takasaki, diese wurde 1951 geschlossen. Da es keine sozialwissenschaftliche Fakultät an der Universität Gunma gab, gründete die Stadtverwaltung von Takasaki 1952 eine eigene Hochschule (siehe Wirtschaftsuniversität Takasaki).
1970 wurde der Aramaki-Campus neu eröffnet, und die pädagogische Fakultät (1966 aus Liberal Arts entstanden) zog in den Campus um. 1993 wurden die Fakultäten für Sozialwissenschaften und Informatik gegründet. 2008 zog die Abteilung für Produktionswissenschaften und Technologie (jap. 生産システム工学科, engl. Department of Production Science and Technology) in den neuen Ōta-Campus um.
Die Geschichte der Vorgängerinnen (Medizinische Hochschule und Technikum):

### Medizinische Hochschule Maebashi
Die medizinische Hochschule wurde 1943 während des Pazifikkrieges als Medizinische Fachschule Maebashi gegründet, um Militärärzte auszubilden. Nach dem Krieg (1948) entwickelte sie sich zur Medizinischen Hochschule Maebashi. 1949 wurden die Medizinische Fach- und Hochschule Maebashi der Universität Gunma angeschlossen. Im Jahr 1966 erhielt die Chirurgische Klinik unter dem Professor Ishihara ein neues modernes Gebäude (mit Besichtigungskuppeln in den Operationssälen), das 1986 wieder geräumt und durch einen weiteren Neubau ersetzt wurde. Der ehemalige Campus der Medizinischen Hochschule Maebashi ist noch heute der Sitz der Medizinischen Fakultät.

### Technikum Kiryū

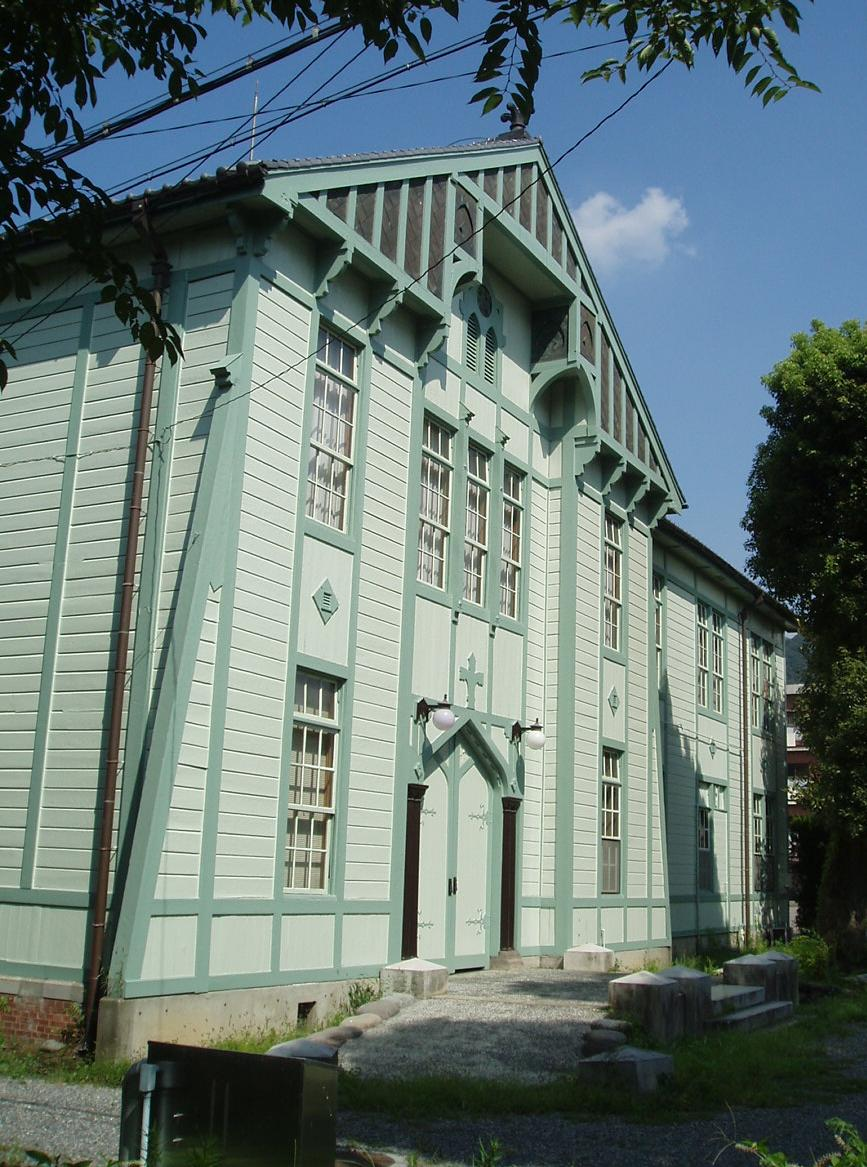
Das ehemalige Hauptgebäude der Fakultät für Ingenieurwissenschaften im Kiryū-Campus, gebaut 1915

Das Technikum Kiryū wurde 1915 als Höhere Schule für Färberei und Weberei Kiryū (桐生高等染織学校, Kiryū kōtō senshoku gakkō) gegründet, denn Kiryū war damals eine Stadt der Textilindustrie. 1920 gründete die Schule die Abteilung für angewandte Chemie und benannte sich in Höhere Technische Schule Kiryū (桐生高等工業学校, Kiryū kōtō kōgyō gakkō) um. Sie fügte die Abteilungen Maschinenlehre (1929), Elektrotechnik (1939) und Waffentechnik (1943) hinzu. 1944 wurde sie in Technikum Kiryū umbenannt und die Abteilungen für Färberei und Weberei geschlossen. Nach dem Pazifikkrieg wurden beide jedoch wieder aufgebaut.
Die Fakultät für Ingenieurwissenschaften bleibt in Kiryū mit dem 1915 gebauten ehemaligen Hauptgebäude und der Wache.

## Fakultäten
- Aramaki-Campus (in Aramakimachi, Maebashi, 36° 25′ 48,9″ N, 139° 2′ 42,4″ OKoordinaten: 36° 25′ 48,9″ N, 139° 2′ 42,4″ O):
  - Fakultät für Pädagogik
  - Fakultät für Sozialwissenschaften und Informatik
- Shōwa-Campus (in Shōwamachi, Maebashi, 36° 24′ 28,3″ N, 139° 3′ 43,5″ O):
  - Fakultät für Medizin
- Kiryū-Campus (in Kiryū, Präfektur Gunma, 36° 25′ 24,1″ N, 139° 20′ 54,5″ O):
  - Fakultät für Ingenieurwissenschaften
- Ōta-Campus (in Ōta, Präfektur Gunma, 36° 17′ 51,7″ N, 139° 22′ 32,3″ O):
  - Abteilung für Produktionswissenschaften und Technologie (Fakultät für Ingenieurwissenschaften)